# يعقوب بن طارق
يعقوب بن طارق عالم فارسي عاش في القرن الثامن ميلادي، اهتم بعلم الفلك والرياضيات، اعتبر من أعظم فلكيي بغداد في زمنه، ويعتقد أنه التقى في حضرة أبو جعفر المنصور عام 767 بالهندي كانكاه (أو مانكاه) الذي أحضر كتاب السيدهانتا Siddhanta.
كتب يعقوب تعليقات مهمة عن الفضاء والهندسة عام 777 ميلادية وحول «قسم القردجة» و«الزيج» وغيرها من أدوات علم الفلك، وجُمِعَت التعليقات في مخطوط «الزيج المحلول من السند هند لدرجات الدرجة». وألف كتابًا أسماه تركيب الفلك، وتوفي عام 796م.